# Joe Conley
Joe Conley (Buffalo, New York, 3 maart 1928 – Newbury Park, nabij Thousand Oaks, 7 juli 2013) was een Amerikaans acteur. Conley was vanaf 1956 actief, maar werd het meest bekend als de winkelier Ike Godsey, in de televisieserie The Waltons. Conley was getrouwd vanaf 1969 met Louise Ann Teechen en had vier kinderen.
Conley was een succesvol vastgoedhandelaar met een aantal kantoren in zijn bezit en eigenaar van een restaurant in San Fernando Valley.

## Gedeeltelijke filmografie
- Blind Obsession (2001)
- Cast Away (2000) - Joe Wally
- Whatever It Takes (1999) - Frank
- A Walton Wedding (1995) (TV) - Ike
- Impure Thoughts (1986) - Father Minnelli
- A Day for Thanks on Walton's Mountain (1982) (TV) - Ike Godsey
- Mother's Day on Waltons Mountain (1982) (TV) - Ike Godsey
- "The Waltons" - Ike Godsey
- 80 Steps to Jonah (1969) - Jenkins
- Patty (1962) - Johnny
- All Hands on Deck (1961)
- Blueprint for Robbery (1961) - Jock McGee
- A Nice Little Bank That Should Be Robbed (1958) - Benjy
- Juvenile Jungle (1958)
- House of Numbers (1957)
- Crime of Passion (1957)
- The Scarlet Hour (1956)